# Wichernkirche (Neumünster)

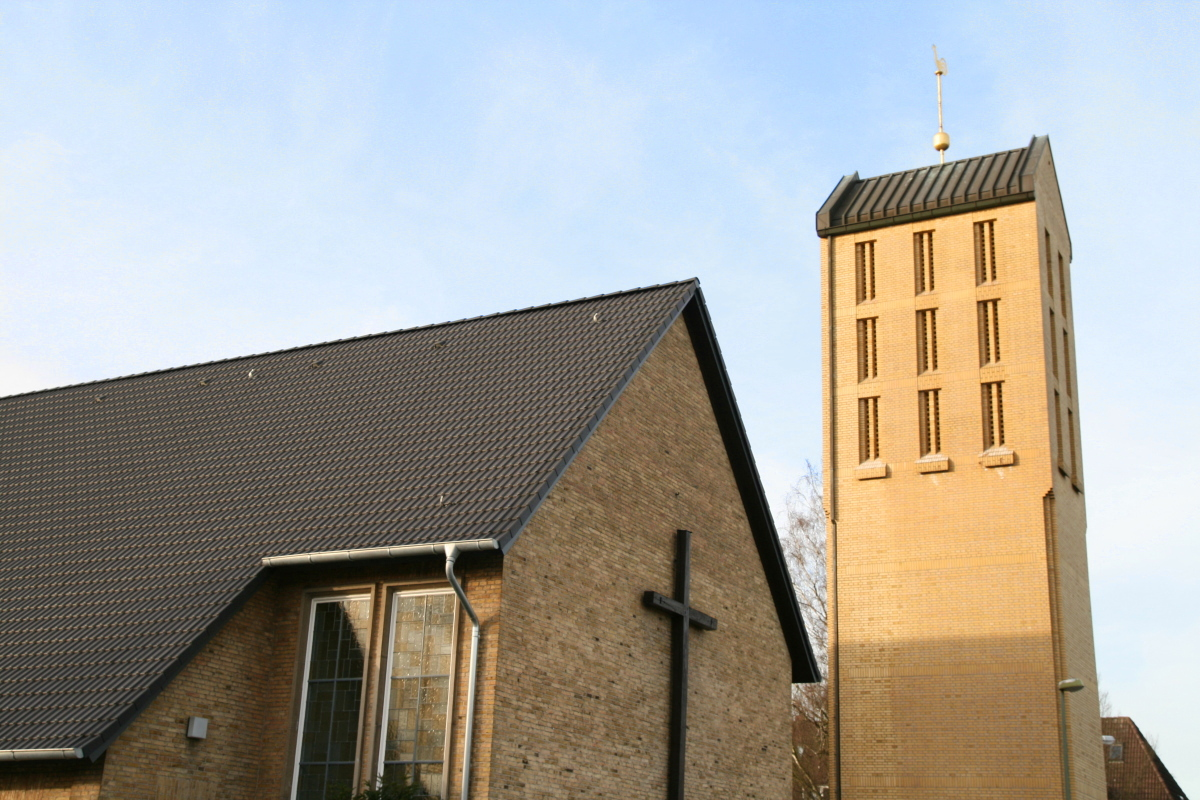
Wichernkirche Neumünster

Die evangelisch-lutherische Wichernkirche in Neumünster wurde 1955 erbaut und dient seitdem als Gemeindezentrum der Wicherngemeinde Neumünster und als Standort für den Wichernkindergarten Neumünster.

## Geographische Lage
Die Wichernkirche Neumünster befindet sich im westlichen Stadtteil Faldera direkt am Uker Platz und somit im Zentrum des Stadtteils.

## Name
Der Namenspatron der Wichernkirche ist Johann Hinrich Wichern (1808–1881), der sich zur Aufgabe gemacht hatte, sozial benachteiligte und verarmte Menschen zu betreuen und ihnen Arbeit und Ausbildung zu beschaffen.

## Geschichte
Die Wicherngemeinde existiert  seit dem 14. April 1946. Damals wurden die Gottesdienste und andere kirchliche Aktivitäten  in einer Kapelle auf dem  Exerzierplatz mit 300 Sitzplätzen und einem zusätzlichen Gemeindehaus in einer Holzbaracke unter der Leitung von Pastor Carl Keding abgehalten.
Am 17. April 1955 erfolgte die Grundsteinlegung für das jetzige Kirchengebäude. Zu diesem Zeitpunkt leitete  Pastor Karwinski die Gemeinde. Am 3. August wurde Richtfest gefeiert und mit dem Einbau der Kirchenglocken am 28. November begonnen. Bischof Halfmann weihte  am 18. Dezember die Wichernkirche ein. Zeitgleich wurden das Pastorat und der Kindergarten fertiggestellt.
Zum zwölfjährigen Bestehen der Gemeinde im April 1958 wurde im Rahmen eines Festgottesdienstes der neue Altar von Otto Flath durch Propst Steffen geweiht. Seitdem ist der Altarraum der Wichernkirche mit dem Spruch „Gott ist Liebe, und wer in der Liebe bleibt, der bleibt in Gott und Gott in ihm“ (1. Brief des Johannes 4, 16) überschrieben.
Am 18. Oktober 1959 nahm eine neue Orgel in der Wichernkirche in Betrieb auf.
Im Jahr 1983 erfolgte die Einweihung des Anbaus zum Gemeindezentrum.
1985 ergab eine Baubegehung, dass Betonteile des Turmes und der Lagerbalken des Glockenstuhls in so schlechtem Zustand gewesen seien, dass der Bauausschuss des Kirchengemeindeverbandes ein Läuteverbot anordnete. 1987 entschied er sich gegen eine Reparatur des Glockenturms, da diese sehr aufwendig werden würde. Deshalb wurde der Turm bis auf die Höhe des Kirchendaches abgetragen und sollte durch einen freistehenden Turm auf dem Kirchenvorplatz ersetzt werden.
Im darauffolgenden Jahr wurde mit dem Turmbau begonnen, der 1990 fertiggestellt wurde und etwa 600.000 Deutsche Mark kostete.
Im Jahr 2007 wurden die Dächer einiger Nebengebäude der Wichernkirche und 2008 das Dach des Kirchenschiffs und des Kindergartens neu gedeckt. Außerdem wurde 2008 das Gebäude der ehemaligen Bären-Apotheke im Stadtteil Faldera gemietet, damit dort ein Café eingerichtet werden konnte. Dieses musste dort Ende November 2019 schließen, da der Mietvertrag gekündigt wurde. Daraufhin zog das Café in das Foyer der Wichernkirche. Von Ende 2014 bis Mitte 2015 wurde ein 20 Quadratmeter großer Anbau für den Kindergarten errichtet.

## Mitarbeiter
Zusammen mit den hauptamtlichen Mitarbeitern arbeiten etwa 200 ehrenamtliche Mitarbeiter in der Wicherngemeinde.

## Mitgliedschaft
Die Ev.-Luth. Wicherngemeinde ist Mitglied in der Evangelisch-Lutherischen Kirche in Norddeutschland und gehört dort dem Kirchenkreis Altholstein an. Zudem ist sie der evangelischen Allianz Neumünster und dem WillowCreek-Netzwerk Deutschland angeschlossen.